# 奥拉尔格
奥拉尔格（法語：Olargues，法語發音：[ɔlaʁɡ]）是法国埃罗省的一个市镇，属于贝济耶区。

## 地理
奥拉尔格（43°33'23"N, 2°54'53"E）面积18.6 平方千米，位于法国奧克西塔尼大區埃罗省，该省份为法国南部沿海省份，南濒地中海，西南接奥德省，西北接塔恩省和阿韦龙省，东北与加尔省接壤。
与奥拉尔格接壤的市镇（或旧市镇、城区）包括：贝尔卢、蒙斯、罗克布兰、圣艾蒂安-达尔巴尼昂、圣于连、圣樊尚多拉尔格、维约桑。

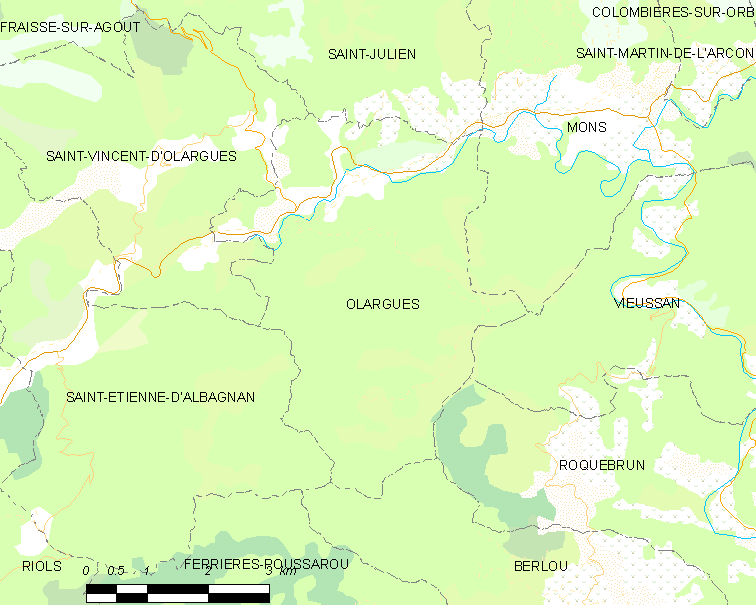
奥拉尔格的OSM定位图

奥拉尔格的时区为UTC+01:00、UTC+02:00（夏令时）。

## 行政
奥拉尔格的邮政编码为34390，INSEE市镇编码为34187。

## 政治
奥拉尔格所属的省级选区为圣庞斯德托米耶尔县。

## 人口

1962-2008年间奥拉尔格人口变化图示

奥拉尔格于2022年1月1日时的人口数量为493人。